# 제어 시스템
정보 · 통신 용어로 제어 시스템 또는 컨트롤 시스템(control system)은 컨트롤 루프(control loop)를 사용하는 시스템 또는 기타 장치의 동작을 관리하는 시스템이다. 즉, 컴퓨터를 활용해 공정이나 작업을 감시하고 제어하여 결과나 값을 얻는 시스템이다. 피드포워드(feedforward)와 피드백이 있다.
가정 내 보일러를 통제하는 온도조절기가 장착된 가정 난방 컨트롤러에서부터 건물의 온도 및 습도 조절, 자동차와 항공기, 우주선 등 기계나 프로세스를 통제하기 위해 사용되는 대형 산업 통제 시스템에 이르기까지 종류는 다양하다.
순차 및 복합 로직의 경우, 프로그래머블 로직 컨트롤러와 같은 소프트웨어 로직이 사용된다.

## 같이 보기
- 인텔리전트 빌딩
- 제어공학
- 제어이론
- 사이버네틱스
- 수치 제어
- PID 제어기
- 프로그래머블 로직 컨트롤러
- 스카다